# 브렌트 섹스턴
브렌트 섹스턴(영어: Brent Sexton, 1967년 8월 12일 ~ )은 미국의 배우이다.
세인트루이스에서 태어났다.

## 출연 작품
- 벨코 실험 (2016년) - 빈스 아고스티노 역
- 러너 (2015년)
- Hostage: A Love Story (2009) - 단편
- 위딘 (2009년) - 스티븐 로우 역
- 팬츠 온 파이어 (2008년)
- 라이프 (2007년) - 로버트 스타크 역
- 엘라의 계곡 (2007년)
- 풀 디스크로저 (2005년)
- 플라이트플랜 (2005년) - 엘리아스 역
- 서피스 (2005년)
- 크리미널 (2004년)
- 블랙 호크 다운 - 에스케이프 (2003년) - 그렉 린치 역
- 라디오 (2003년) - 허니컷 역
- 이너프 (2002년) - FBI 요원 역
- 조 (2001년)
- 더블 테이크 (2001년)
- 글래스 하우스 (2001년)
- 에이 아이 (2001년) - 러셀 역
- 스페셜리스트 (1994년)

### 텔레비전
- 저징 에이미 (1999-2001)
- 데드우드 (2005-06)
- 저스티파이드 (2010-13)
- 킬링 (2011-12) - 스탠 라슨 역
- 아이언사이드 (2013)